# Station Pepinster
Station Pepinster is een spoorwegstation langs spoorlijn 37 (Luik - Aken) in de Luikse gemeente Pepinster.
Van hier vertrekt ook spoorlijn 44 (Pepinster - Spa - Stavelot).
Sinds 1 oktober 2015 zijn de loketten van dit station gesloten en is het een stopplaats geworden.

## Treindienst
| Serie       | Treinsoort                        | Route | Bijzonderheden                                                         |
| ----------- | --------------------------------- | --- | ---------------------------------------------------------------------- |
| IC 12       | Intercity (NMBS)                  | [ Oostende – Brugge – ] Kortrijk – Gent-Sint-Pieters – Brussel-Zuid – Luik-Guillemins – Pepinster – Welkenraedt | Rijdt alleen op werkdagen. Eerste en laatste ritten van/naar Oostende. |
| L 5000      | L-trein / Regional-Express (NMBS) | Verviers-Centraal – Pepinster – Spa-Géronstère                                                                  |                                                                        |
| S 41 RE 29  | S-trein Luik (NMBS)               | Luik-Sint-Lambertus – Luik-Guillemins – Angleur – Pepinster – Verviers-Centraal – Welkenraedt – Aachen Hbf      | euregioAIXpress In België als S                                        |
| P 7450/8450 | Piekuurtrein (NMBS)               | Welkenraedt – Verviers-Centraal – Pepinster – Luik-Guillemins – Herstal                                         | Rijdt alleen op werkdagen.                                             |
| P 7495      | Piekuurtrein (NMBS)               | Spa-Géronstère – Pepinster – Verviers-Centraal                                                                  | Rijdt alleen op werkdagen.                                             |

## Galerij

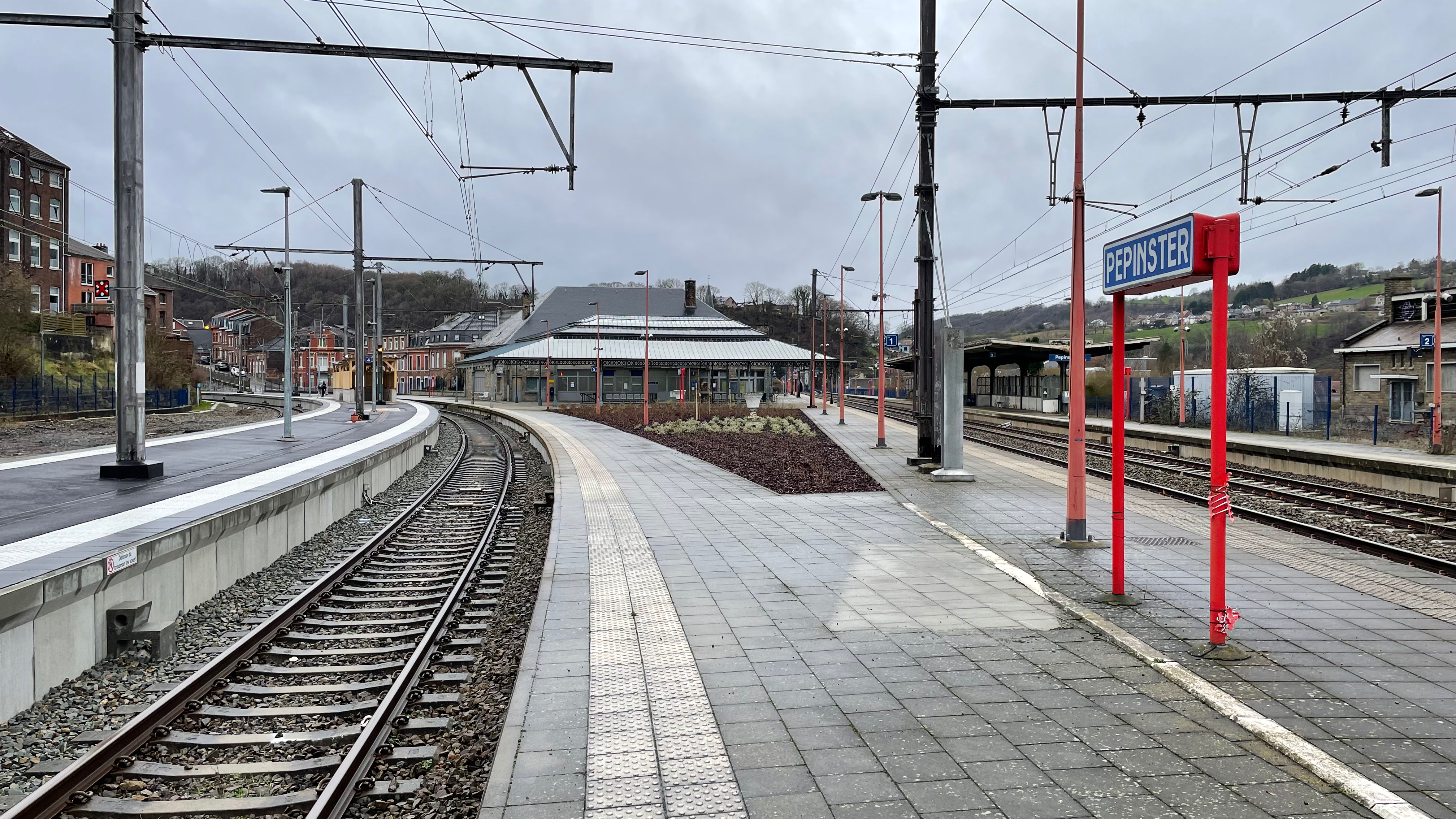
Zicht op de perrons
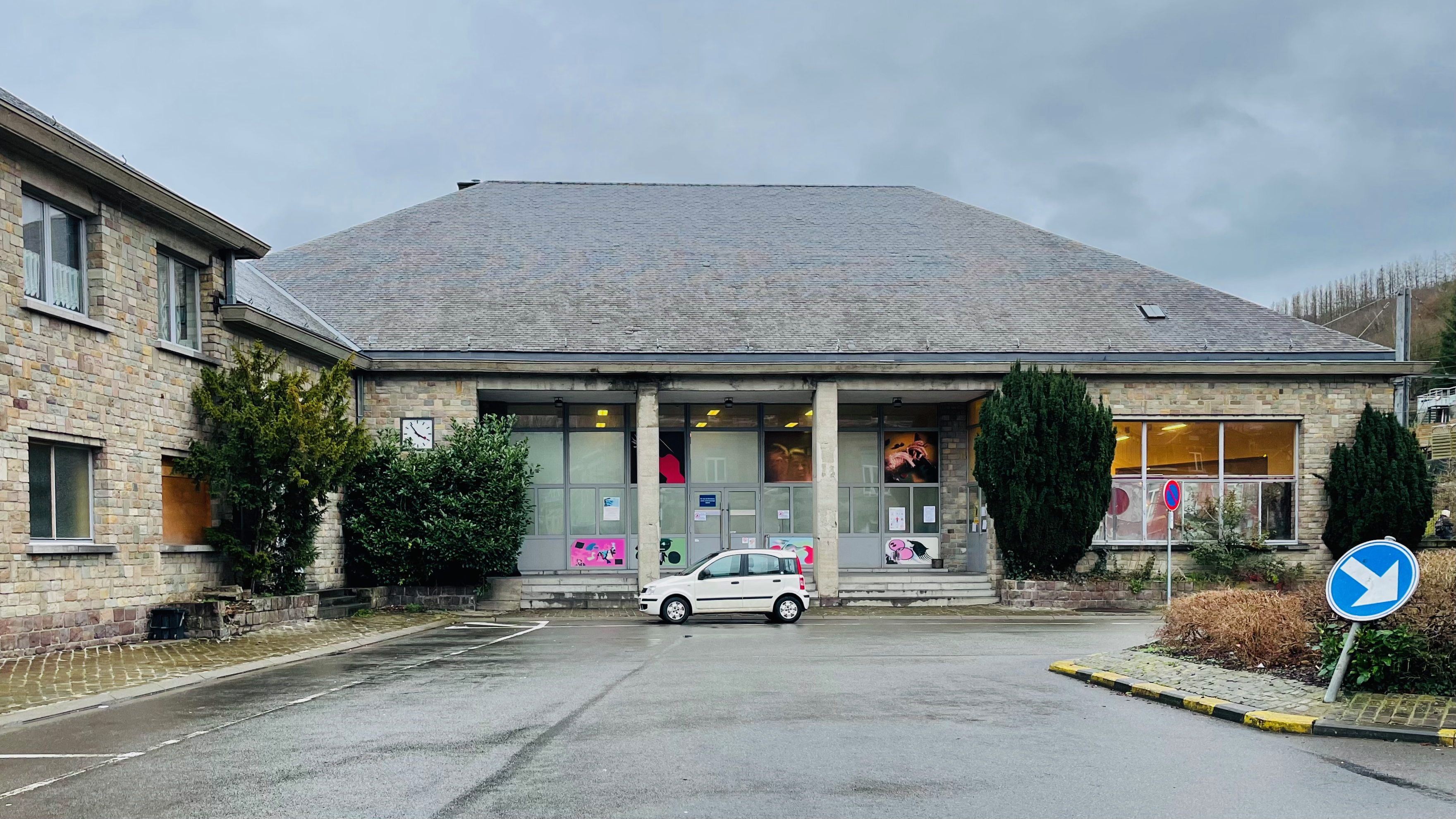
Het stationsgebouw
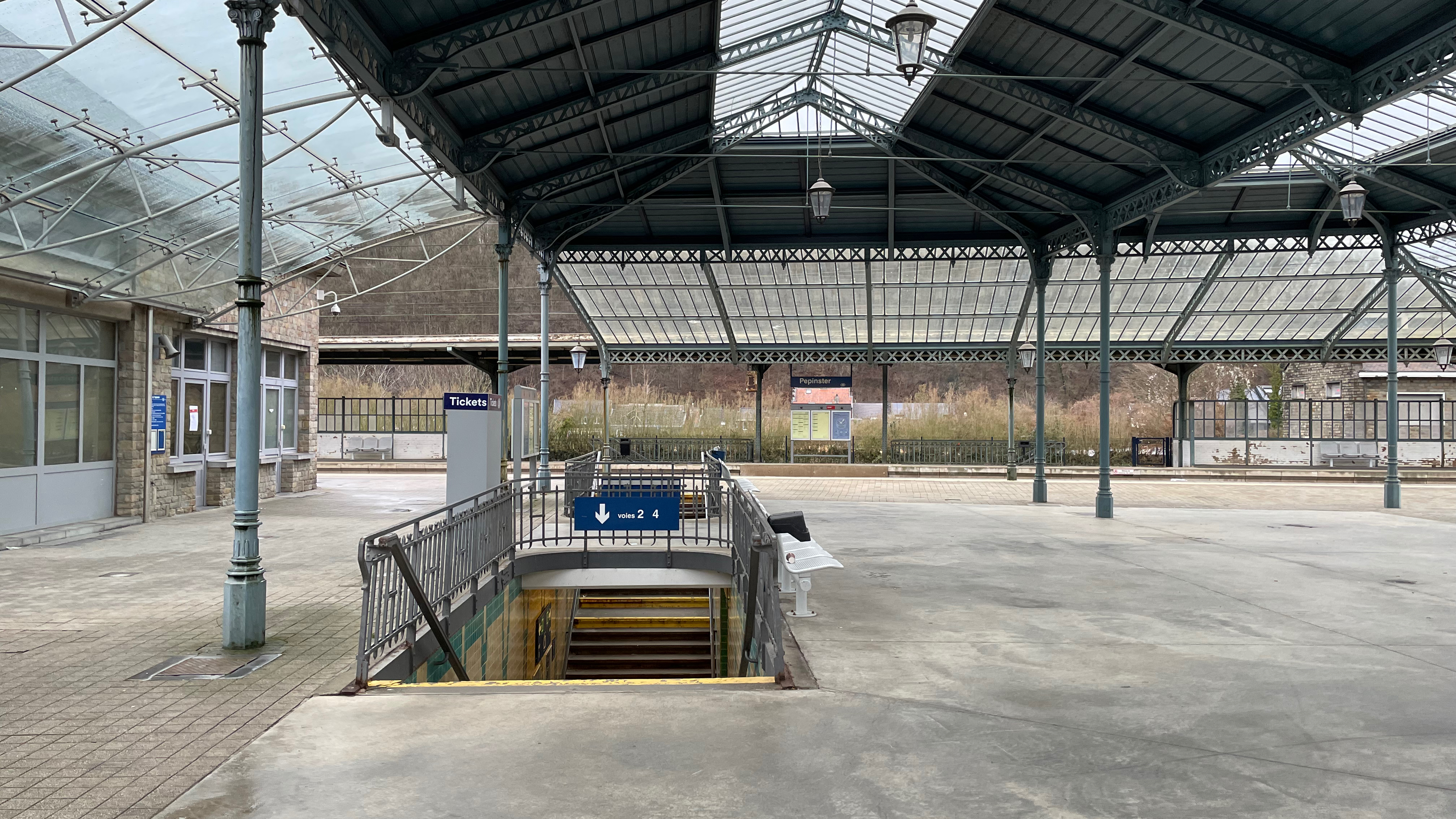
Overdekt middenplein
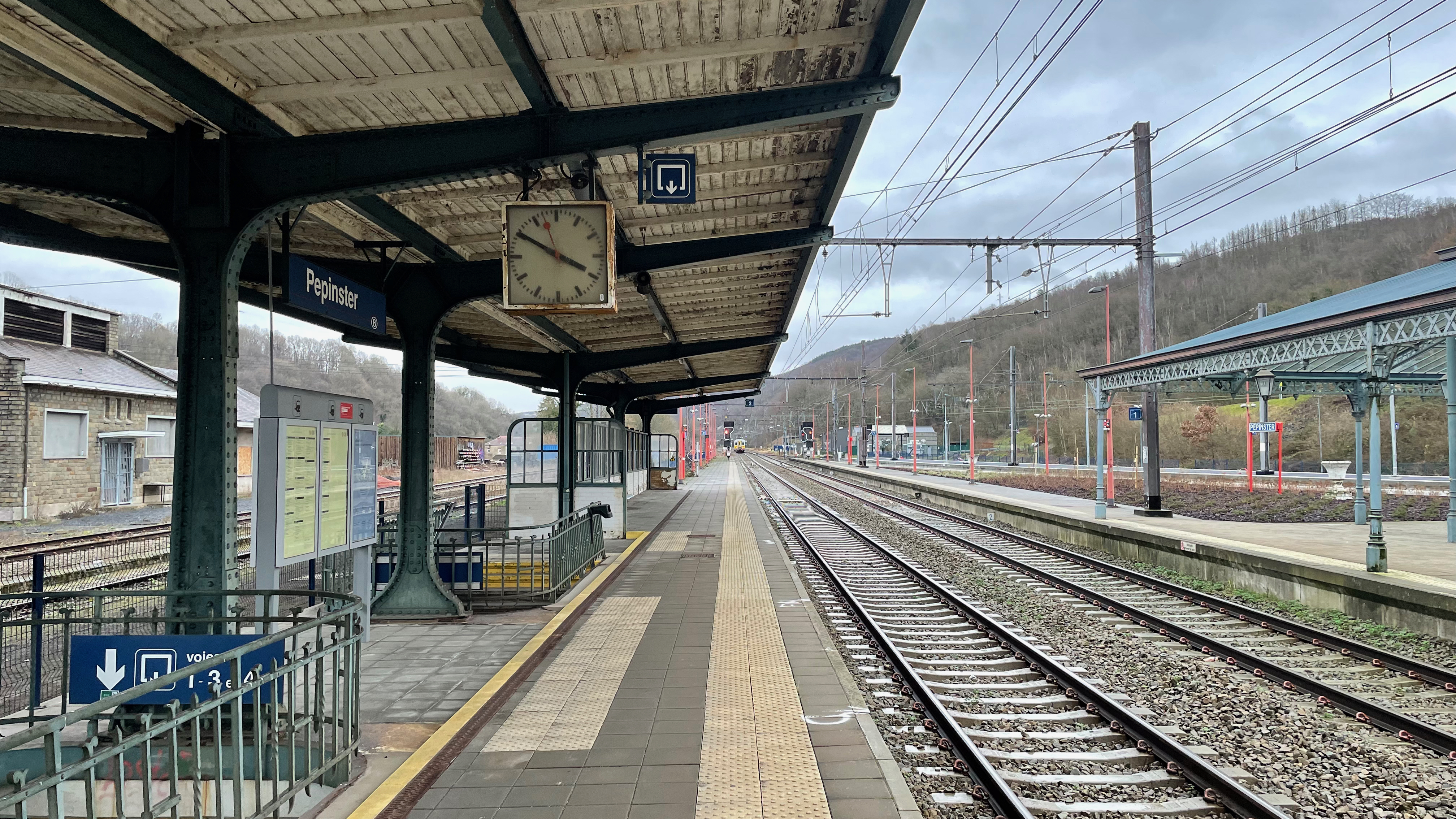
Perron 2

## Reizigerstellingen
De grafiek en tabel geven het gemiddeld aantal instappende reizigers weer op een week-, zater- en zondag.
| Tabel: aantal instappende reizigers station Pepinster | Tabel: aantal instappende reizigers station Pepinster | Tabel: aantal instappende reizigers station Pepinster | Tabel: aantal instappende reizigers station Pepinster |
|                                                       | Weekdag                                               | Zaterdag                                              | Zondag                                                |
| ----------------------------------------------------- | ----------------------------------------------------- | ----------------------------------------------------- | ----------------------------------------------------- |
| 1977                                                  | 1 311                                                 | 679                                                   | 874                                                   |
| 1978                                                  | 1 296                                                 | 685                                                   | 581                                                   |
| 1979                                                  | 1 459                                                 | 620                                                   | 650                                                   |
| 1980                                                  | 1 282                                                 | 572                                                   | 1 038                                                 |
| 1981                                                  | 1 387                                                 | 649                                                   | 471                                                   |
| 1982                                                  | 1 540                                                 | 565                                                   | 604                                                   |
| 1983                                                  | 1 493                                                 | 412                                                   | 553                                                   |
| 1984                                                  | 1 187                                                 | 286                                                   | 292                                                   |
| 1985                                                  | 1 247                                                 | 322                                                   | 279                                                   |
| 1986                                                  | 1 001                                                 | 286                                                   | 338                                                   |
| 1987                                                  | 1 167                                                 | 334                                                   | 346                                                   |
| 1988                                                  | 1 205                                                 | 291                                                   | 318                                                   |
| 1989                                                  | 1 353                                                 | 290                                                   | 319                                                   |
| 1990                                                  | 1 247                                                 | 222                                                   | 209                                                   |
| 1991                                                  | 1 237                                                 | 221                                                   | 218                                                   |
| 1992                                                  | 1 161                                                 | 324                                                   | 298                                                   |
| 1993                                                  | 1 144                                                 | 276                                                   | 218                                                   |
| 1994                                                  | 1 054                                                 | 342                                                   | 233                                                   |
| 1995                                                  | 986                                                   | 271                                                   | 216                                                   |
| 1996                                                  | 1 096                                                 | 210                                                   | 164                                                   |
| 1997                                                  | 1 109                                                 | 267                                                   | 198                                                   |
| 1998                                                  | 1 275                                                 | 319                                                   | 210                                                   |
| 1999                                                  | 1 096                                                 | 257                                                   | 218                                                   |
| 2000                                                  | 1 166                                                 | 260                                                   | 209                                                   |
| 2001                                                  | 881                                                   | 168                                                   | 181                                                   |
| 2002                                                  | 1 062                                                 | 183                                                   | 164                                                   |
| 2003                                                  | 954                                                   | 244                                                   | 202                                                   |
| 2004                                                  | 930                                                   | 237                                                   | 222                                                   |
| 2005                                                  | 962                                                   | 276                                                   | 211                                                   |
| 2006                                                  | 931                                                   | 237                                                   | 230                                                   |
| 2007                                                  | 993                                                   | 238                                                   | 238                                                   |
| 2008                                                  | -                                                     | -                                                     | -                                                     |
| 2009                                                  | 1 057                                                 | 303                                                   | 259                                                   |
| 2010                                                  | -                                                     | -                                                     | -                                                     |
| 2011                                                  | -                                                     | -                                                     | -                                                     |
| 2012                                                  | 1 030                                                 | 279                                                   | 260                                                   |
| 2013                                                  | 1 058                                                 | 271                                                   | 276                                                   |
| 2014                                                  | 1 159                                                 | 348                                                   | 317                                                   |
| 2015                                                  | 1 088                                                 | 433                                                   | 427                                                   |
| 2016                                                  | 1 179                                                 | 502                                                   | 493                                                   |
| 2017                                                  | 1 198                                                 | 429                                                   | 352                                                   |
| 2018                                                  | 1 334                                                 | 390                                                   | 374                                                   |
| 2019                                                  | 1 799                                                 | 385                                                   | 375                                                   |
| 2020                                                  | 832                                                   | 228                                                   | 337                                                   |
| 2021                                                  | -                                                     | -                                                     | -                                                     |
| 2022                                                  | 1 077                                                 | 379                                                   | 499                                                   |
| 2023                                                  | 1 113                                                 | 358                                                   | 282                                                   |
| 2024                                                  | 1 076                                                 | 422                                                   | 359                                                   |

0,0: Luik-Guillemins ·
2,6: Angleur ·
4,1: Chênée ·
5,8: Henne-Chèvremont ·
11,0: Chaudfontaine ·
9,5: La Broucke ·
11,0: Trooz ·
13,8: Fraipont ·
15,3: Nessonvaux ·
17,8: Goffontaine ·
18,8: Cornesse ·
20,3: Pepinster ·
23,5: Ensival ·
25,5: Verviers-West ·
Verviers-Central ·
25,4: Verviers-Palais ·
27,1: Verviers-Oost ·
29,5: Nasproué ·
31,7: Dolhain-Gileppe ·
33:0: Dolhain-Vicinal ·
Welkenraedt-Ouest ·
37,7: Welkenraedt ·
39,5: Herbesthal ·
42,4: Astenet ·
45,9: Hergenrath ·
Aachen Hbf
0,0: Pepinster ·
0,7: Pepinster-Cité ·
1,6: Pepinster-Chinheid ·
3,2: Juslenville ·
3,8: Theux-Marie-Louise ·
4,2: Theux ·
5,0: Theux-Centre ·
5,6: Franchimont ·
7,4: La Reid ·
9,6: Marteau ·
11,2: Spa ·
12,5: Spa-Géronstère ·
15,2: Nivezé ·
19,8: Sart-lez-Spa ·
23,7: Hockai ·
27,3: Francorchamps ·
36,8: Stavelot